# Ilha fluvial
Uma ilha fluvial é qualquer massa de terra exposta cercada por água de um rio. Devidamente definido, exclui baixios entre vazões que variam sazonalmente e pode excluir ilhas semi-costeiras em deltas de rios como a Ilha do Marajó.

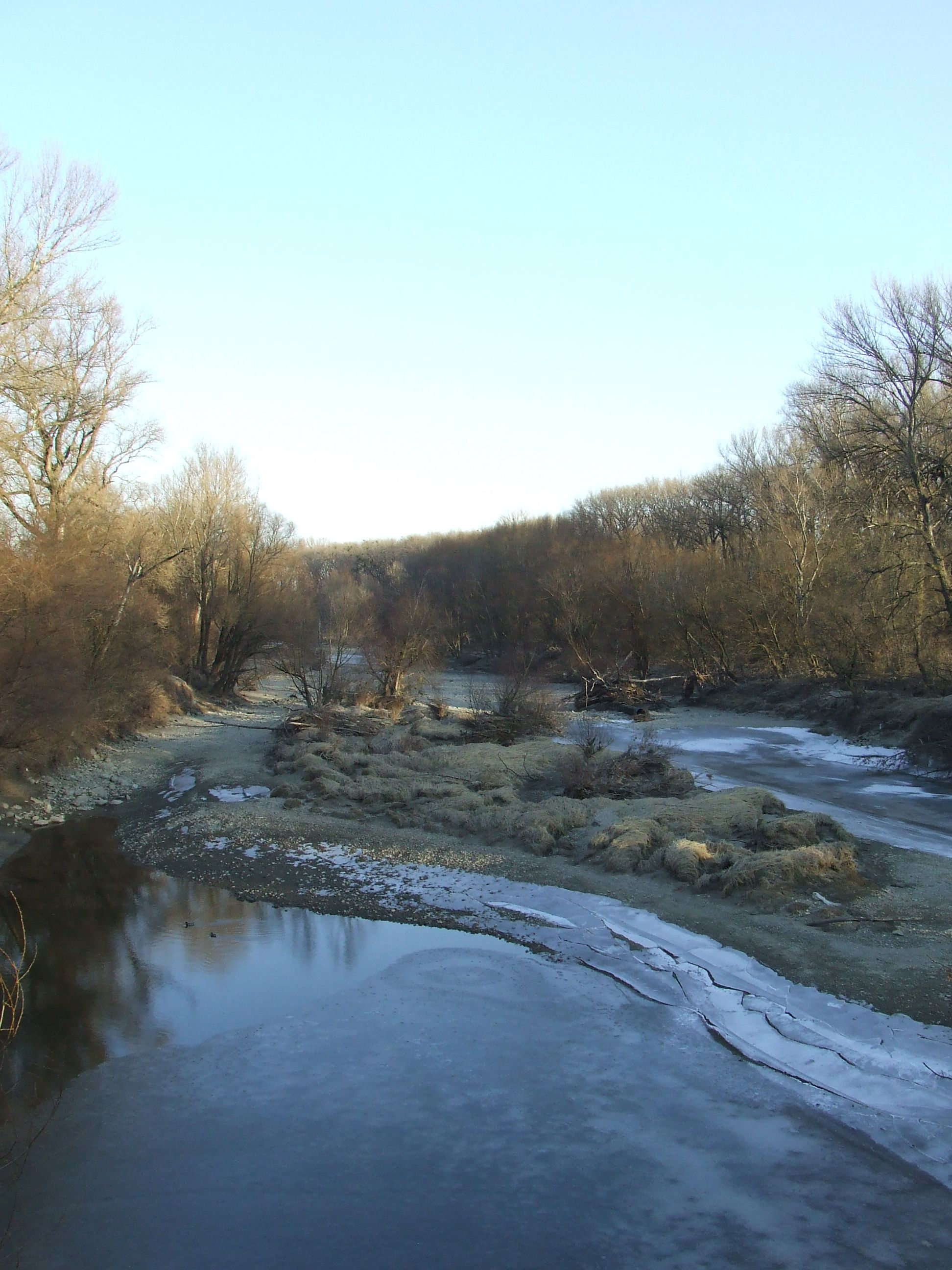
Uma pequena e incipiente ilha fluvial em Bratislava, Eslováquia

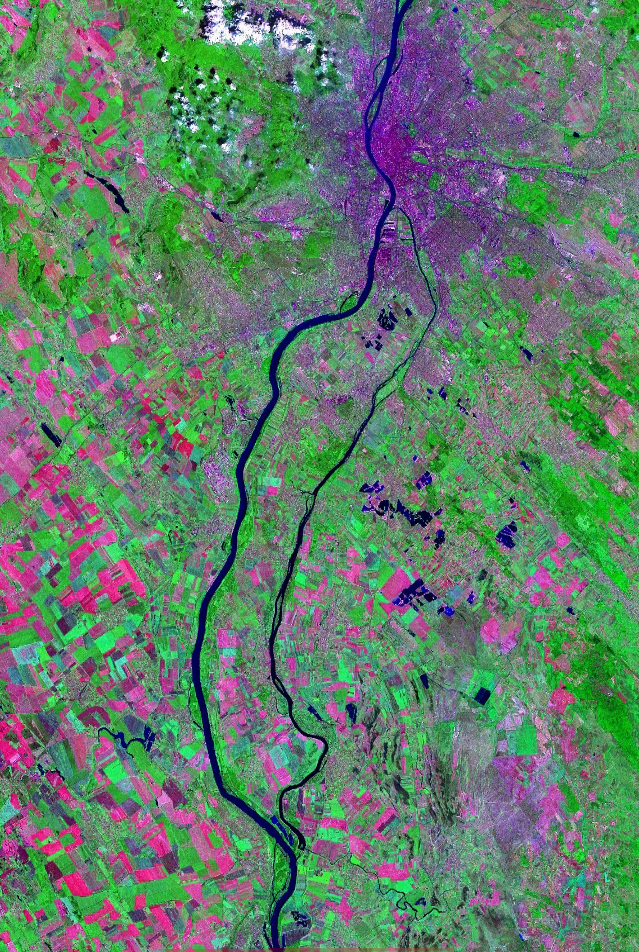
Imagem de satélite da Ilha Csepel, na Hungria, ao sul do centro da cidade de Budapeste

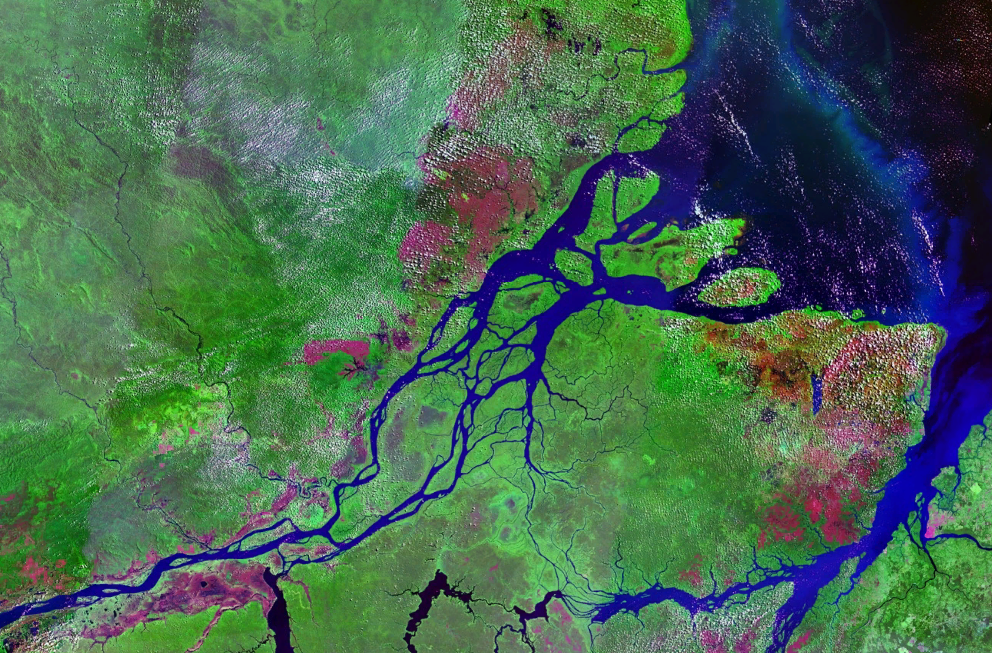
Arquipélago do Marajó, onde todas as ilhas presentes fazem parte do Delta do Rio Amazonas. Porém, embora presentes no rio, nenhuma pode ser considerada uma ilha fluvial, pois na verdade são ilhas fluviomarítimas.

Estas ilhas fluviais resultam de alterações no curso de um rio. Tais mudanças podem ser causadas por interações com um afluente, ou pelas ações fluviais opostas de deposição e/ou erosão que formam um corte e meandro natural. Os baixios e lodaçais nascentes sem vegetação podem dissipar-se e deslocar-se ou acumular-se nessas ilhas através da deposição; o processo pode ser auxiliado através de reforço artificial ou de fatores naturais, como juncos, palmeiras, árvores perenes ou salgueiros, que atuam como obstáculos ou barreiras à erosão, para que a água flua ao seu redor. As ilhas podem ser pequenas ou grandes, cobrindo muitos quilómetros quadrados. Alguns exemplos são dados abaixo.

## Exemplos
- Ilha do Bananal, a maior ilha fluvial do mundo localizada no Rio Araguaia.[1]
- Ilha de Montreal, no Rio São Lourenço, onde fica localizada a cidade de Montreal.[2]
- Ilha de Guajará-Mirim, no Rio Mamoré, onde há uma disputa territorial entre a Bolívia e o Brasil.[3]
- Île de la Cité em Paris, onde fica localizada a famosa Catedral de Notre-Dame de Paris e a Sainte-Chapelle, no Rio Sena.[4]
- Ilha dos Faisões no Rio Bidasoa, onde o controle sobre a ilha altera entre a Espanha e a França a cada 6 meses, segundo o Tratado dos Pirenéus, assinado em 1659.[5]